# Rūdolfs Balcers
Rūdolfs Balcers (* 8. April 1997 in Liepāja) ist ein lettischer Eishockeyspieler, der seit Juli 2023 bei den ZSC Lions aus der Schweizer National League unter Vertrag steht und dort auf der Position des linken Flügelstürmers spielt. Zuvor absolvierte Balcers unter anderem 170 Spiele für die Ottawa Senators, San Jose Sharks, Florida Panthers und Tampa Bay Lightning in der National Hockey League (NHL).

## Karriere
Balcers, der in der lettischen Hafenstadt Liepāja zur Welt kam, entstammt dem Nachwuchs des norwegischen Klubs Lørenskog IK. Der Stürmer durchlief die Nachwuchsabteilung bis hin zur U20-Mannschaft, in der er als 16-Jähriger debütierte, ehe er im Sommer 2013 innerhalb Norwegens zu den Stavanger Oilers wechselte. Die Oilers setzten Balcers leihweise beim Stadtrivalen und Zweitligisten Viking Hockey ein. Dort spielte er in der U18-Auswahl, debütierte im Verlauf der Saison 2013/14 aber sowohl für Viking in der 1. divisjon im Profibereich als auch für die Oilers in der GET-ligaen.

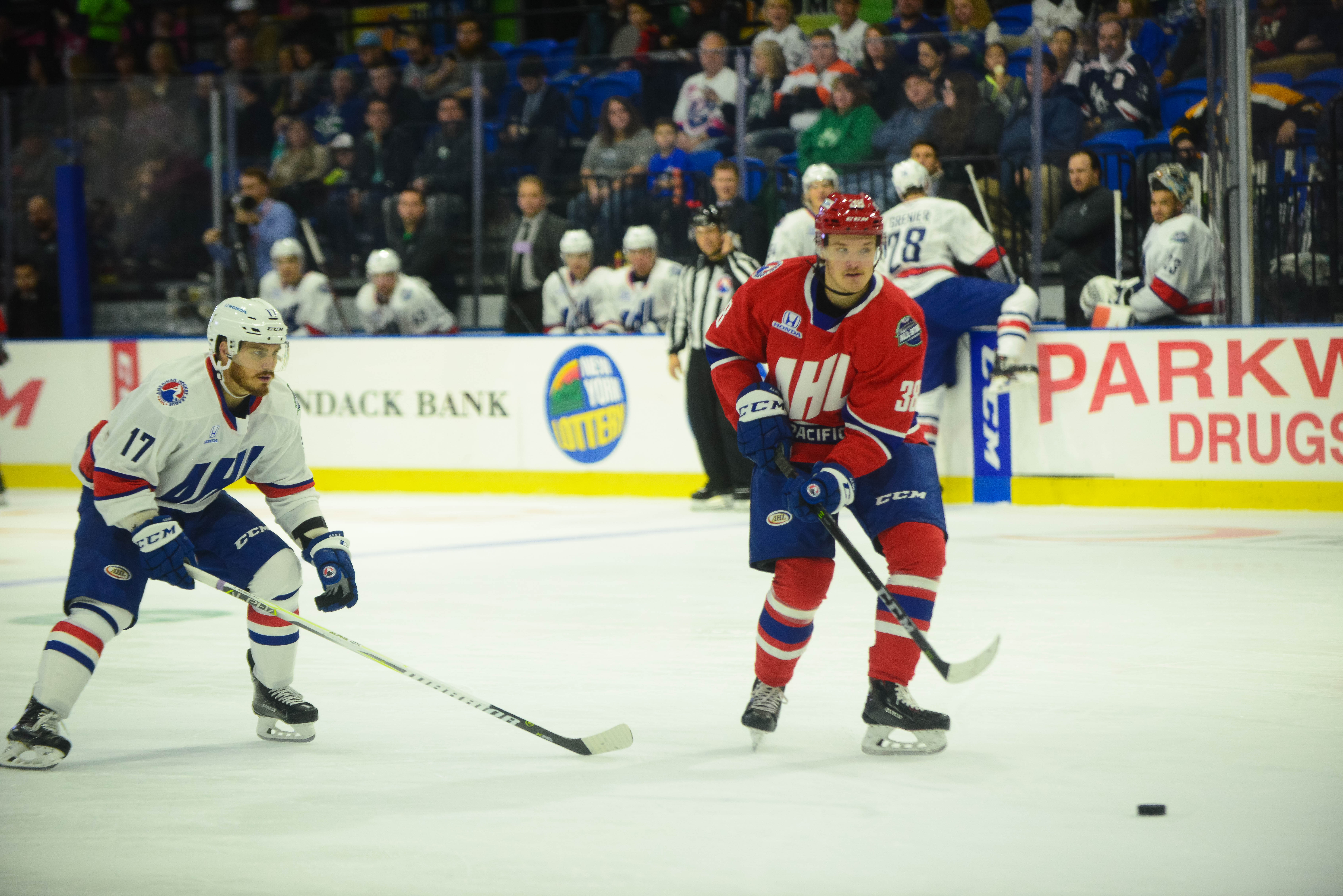
Balcers (rechts) während des AHL All-Star Classic im Jahr 2018

Mit Beginn der Spielzeit 2014/15 stand der Lette im Profikader der Stavanger Oilers und absolvierte 36 der 45 Hauptrundenspiele. Für die Playoffs wurde Balcers an die U20-Mannschaft abgestellt, mit der er Vizemeister wurde. Die Profimannschaft gewann hingegen die norwegische Meisterschaft, deren Meisterkader der Angreifer aufgrund der absolvierten Spiele ebenfalls angehörte. Im Sommer 2015 wurde er schließlich im NHL Entry Draft 2015 in der fünften Runde an 142. Stelle von den San Jose Sharks aus der National Hockey League ausgewählt. Balcers verblieb jedoch in Norwegen und feierte mit Stavanger in der Saison 2015/16 den erneuten Gewinn des Landestitels, woran er als drittbester Scorer seines Teams in den Playoffs maßgeblichen Anteil hatte.
Zum Spieljahr 2016/17 wagte der Lette den Sprung nach Nordamerika. Dort schloss er sich den Kamloops Blazers aus der kanadischen Juniorenliga Western Hockey League an, nachdem ihn diese im CHL Import Draft ausgewählt hatten. In Diensten der Blazers war Balcers mit 40 Treffern der erfolgreichste Torschütze des gesamten Teams und auch unter allen Rookies der gesamten Liga. Daraufhin wurde er im Juli 2017 von den San Jose Sharks unter Vertrag genommen, die ihn im Verlauf der Saison 2017/18 in ihrem Farmteam einsetzten. Bei den San Jose Barracuda aus der American Hockey League war der Offensivspieler mit 48 Scorerpunkten der erfolgreichste Spieler des Teams und wurde im Saisonverlauf zum AHL All-Star Classic eingeladen.
Nach einem Jahr in San Jose wurde Balcers allerdings bereits samt Chris Tierney, Dylan DeMelo, Nachwuchsspieler Josh Norris sowie einer Reihe von Wahlrechten für den NHL Entry Draft an die Ottawa Senators abgegeben. Im Gegenzug wechselten Erik Karlsson und Francis Perron zu den Sharks. Während der Off-Season im Herbst 2020 kehrte der Lette leihweise zu den Stavanger Oilers zurück. Kurz vor Beginn der neuen Spielzeit sollte er über den Waiver in die AHL geschickt werden, wobei er jedoch von den San Jose Sharks zurückgeholt wurde.
Nach knapp eineinhalb Jahren in San Jose wurde sein auslaufender Vertrag nach der Saison 2021/22 nicht verlängert, sodass er sich im Juli 2022 als Free Agent den Florida Panthers anschloss. Für die Panthers bestritt der Lette bis Mitte November desselben Jahres insgesamt 14 Partien wurde jedoch dann über den Waiver von den Tampa Bay Lightning ausgewählt, die damit seinen laufenden Vertrag übernahmen. Nach der Spielzeit 2022/23 endete seine Zeit in Nordamerika nach sieben Jahren, indem er sich im Juli 2023 den ZSC Lions aus der Schweizer National League anschloss. Mit dem Klub gewann er in den Frühjahren 2024 und 2025 die Schweizer Meisterschaft. Dazwischen lag der Gewinn der Champions Hockey League.

### International
Für sein Heimatland war Balcers im Juniorenbereich bei zahlreichen Weltmeisterschaftsturnieren im Einsatz. Mit den U18-Junioren absolvierte der Stürmer die U18-Junioren-Weltmeisterschaft der Division IA 2014, bei der der Aufstieg in die Top-Division gelang. Dort erreichte er mit der Mannschaft im folgenden Jahr den neunten Rang und damit den Klassenerhalt. Bereits zum Ende des vorangegangenen Jahres hatte Balcers mit der lettischen U20-Auswahl an der U20-Junioren-Weltmeisterschaft der Division IA 2015 teilgenommen. Ebenso bestritt er die U20-Junioren-Weltmeisterschaft 2016 der Division IA, bei der das Team die Rückkehr in die Top-Division schaffte. Die U20-Junioren-Weltmeisterschaft 2017 war schließlich sein letztes internationales Turnier im Juniorenbereich.
Sein Debüt in der A-Nationalmannschaft feierte Balcers im Rahmen der Weltmeisterschaft 2018 in Dänemark. Ein Jahr später gehörte er auch zum lettischen Aufgebot bei der Weltmeisterschaft 2019 in der Slowakei, wo er mit neun Punkten Topscorer seines Teams war. Anschließend hatte er maßgeblichen Anteil an der erfolgreichen Qualifikation für die Olympischen Winterspiele 2022, an denen er selbst nicht teilnahm. In der Folge vertrat er sein Heimatland bei den Weltmeisterschaften der Jahre 2022, 2023 und 2025. Bei der WM 2023 gewann er mit dem Team die Bronzemedaille und feierte damit den größten Erfolg der lettischen Eishockey-Geschichte. Bei der abermals erfolgreichen Qualifikation für die Olympischen Winterspiele 2026 gehörte Balcers erneut zum lettischen Kader.

## Erfolge und Auszeichnungen
| - 2013 Norwegischer U20-Junioren-Vizemeister mit dem Lørenskog IK - 2015 Norwegischer U20-Junioren-Vizemeister mit den Stavanger Oilers - 2015 Norwegischer Meister mit den Stavanger Oilers - 2016 Norwegischer Meister mit den Stavanger Oilers - 2018 Teilnahme am AHL All-Star Classic | - 2020 Teilnahme am AHL All-Star Classic - 2024 Schweizer Meister mit den ZSC Lions - 2025 Champions-Hockey-League-Gewinn mit den ZSC Lions - 2025 Schweizer Meister mit den ZSC Lions |

### International
- 2014 Aufstieg in die Top-Division bei der U18-Junioren-Weltmeisterschaft der Division IA
- 2016 Aufstieg in die Top-Division bei der U20-Junioren-Weltmeisterschaft der Division IA
- 2023 Bronzemedaille bei der Weltmeisterschaft

## Karrierestatistik
Stand: Ende der Saison 2024/25

### International
Vertrat Lettland bei:
| - U18-Junioren-Weltmeisterschaft der Division IA 2014 - U20-Junioren-Weltmeisterschaft der Division IA 2015 - U18-Junioren-Weltmeisterschaft 2015 - U20-Junioren-Weltmeisterschaft der Division IA 2016 - U20-Junioren-Weltmeisterschaft 2017 - Weltmeisterschaft 2018 | - Weltmeisterschaft 2019 - Qualifikationsturnier für die Olympischen Winterspiele 2022 - Weltmeisterschaft 2022 - Weltmeisterschaft 2023 - Qualifikationsturnier für die Olympischen Winterspiele 2026 - Weltmeisterschaft 2025 |

(Legende zur Spielerstatistik: Sp oder GP = absolvierte Spiele; T oder G = erzielte Tore; V oder A = erzielte Assists; Pkt oder Pts = erzielte Scorerpunkte; SM oder PIM = erhaltene Strafminuten; +/− = Plus/Minus-Bilanz; PP = erzielte Überzahltore; SH = erzielte Unterzahltore; GW = erzielte Siegtore; 1 Play-downs/Relegation; Kursiv: Statistik nicht vollständig)